# Порт-Пири
Порт-Пири (англ. Port Pirie) — город в Австралии, расположен в штате Южная Австралия.

## Географическое положение
Высота центра города составляет 2 метра над уровнем моря.

## Демография
Население города по годам:
| 1986   | 1991   | 1996   | 2001   | 2006   | 2011   |
| ------ | ------ | ------ | ------ | ------ | ------ |
| 14 597 | 14 398 | 13 633 | 13 254 | 13 206 | 13 819 |

## Транспорт
В Порт-Пири имеется аэропорт.